# Ranten (Austria)
Ranten – gmina w Austrii, w kraju związkowym Styria, w powiecie Murau. Według Austriackiego Urzędu Statystycznego liczyła 1195 mieszkańców (1 stycznia 2015).